# Jefim Kłubnikin
Jefim Gierasymicz Kłubnikin (ur. 17 grudnia 1842 w Nikitinie, zm. 5 sierpnia 1915 w Los Angeles) –
rosyjski reformator religijny, uznawany przez mołokanów za proroka, który przepowiedział m.in. rzeź Ormian.
Urodził się w rodzinie rosyjskich mołokanów: Gierasyma i Anny, którzy 2 lata przed jego urodzeniem przenieśli się z centralnej Rosji do guberni erywańskiej (obecna Armenia). Miał pięciu braci i pięć sióstr. W 1852, gdy miał 11 lat, doświadczał przez 7 dni i nocy "objawień", podczas których nie spał, nie jadł, ani nie pił. Chociaż nigdy nie uczył się pisać, w "cudowny sposób" zaczął spisywać swoje wizje a także utrwalać je w mapach i rysunkach. Według proroctw chłopca ormiańscy chrześcijanie mieli być wymordowani przez Turków. Jedynym ratunkiem dla chrześcijan miała być ucieczka za ocean do Ameryki, której mapy i widoki zostały przekazane chłopcu podczas objawień. Bóg miał obiecać wszystkim uciekinierom błogosławieństwo i pomyślność w Ameryce.
Jefim nikomu nie powiedział o objawieniach, a ówczesna sytuacja ich nie potwierdzała. W 1878 Jefim z rodziną zamieszkał w miejscowości Romanowka (obecnie "Zaimy" w tureckiej prowincji Kars). Tam, w wieku 56 lat Jefim miał otrzymać od Boga kolejne objawienie (głosy i nadnaturalna światłość), podczas którego usłyszał, że nadszedł już czas, żeby opuścić Rosję i wyjechać do Ameryki. Zaczął przekazywać usłyszane proroctwa współwyznawcom, którzy tym bardziej byli skłonni do wyjazdu, że upłynął przyznany im przez cara 50-letni okres zwolnienia od służby wojskowej. Wyjazdy około 2000 rosyjskich i ormiańskich mołokanów (głównie z odłamu "Nowych Izraelitów") do USA i Kanady trwały od 1900 do 1912. Wzięli oni ze sobą spisane proroctwa Kłubnikina, które do dziś są przechowywane w kościele mołokańskim w Los Angeles przy Azusa Street. Proroctwo spełniło się w 1914, kiedy Turcy wymordowali miliony Ormian. Kłubnikin zamieszkał w Los Angeles, gdzie aż do śmierci kierował miejscową wspólnotą mołokanów.